# Bellona, Campania
Bellona là một đô thị ở tỉnh Caserta trong vùng Campania của Ý, có vị trí cách khoảng 35 km về phía bắc của Napoli và khoảng 14 km về phía tây bắc của Caserta.
Đô thị Bellona có các frazione (đơn vị cấp dưới) Triflisco.
Bellona giáp các đô thị: Camigliano, Capua, Pontelatone, Vitulazio.